# 7127 Stifter
7127 Stifter eller 1991 RD3 är en asteroid i huvudbältet som upptäcktes den 9 september 1991 av de båda tyska astronomen Freimut Börngen och Lutz D. Schmadel vid Tautenburg-observatoriet. Den är uppkallad efter den österrikiske författaren Adalbert Stifter.
Asteroiden har en diameter på ungefär 12 kilometer.